# Lisa Weagle
Lisa Weagle (* 24. März 1985 in Ottawa) ist eine kanadische Curlerin. Derzeit spielt sie als Lead im Team von Skip Rachel Homan.
Weagle kam im Sommer 2010 zum Team von Rachel Homan, um Lynn Kreviazuk als Lead zu ersetzen. 2013, 2014 und 2017 gewann sie mit dem Team Homan die kanadische Damenmeisterschaft Tournament of Hearts. Als Siegerin vertrat sie mit ihrem Team Kanada bei den jeweils folgenden Weltmeisterschaften. Nach einer Bronzemedaille 2013 und einer Silbermedaille 2014 konnte sie bei der Weltmeisterschaft 2017 zusammen mit Rachel Homan (Skip), Emma Miskew (Third) und Joanne Courtney (Second) die Goldmedaille gewinnen. Sie gewannen als erstes Team in der Geschichte der Damen-Weltmeisterschaft alle Spiele und schlugen die Mannschaft aus Russland um Anna Sidorowa mit 8:3.
Im November 2017 gewann sie mit dem Team Homan den kanadischen Ausscheidungswettbewerb (Roar of the Rings) durch einen Finalsieg gegen das Team von Jennifer Jones und vertrat Kanada bei den Olympischen Winterspielen 2018 in Pyeongchang. Nach vier Siegen und fünf Niederlagen belegte das kanadische Team den sechsten Rang und verpasste damit den Einzug in die Finalrunde.

## Privatleben
Weagle arbeitet für das Department of Canadian Heritage als Kommunikationsberaterin für Sport Canada. Sie ist seit 2014 verheiratet.